# Таманами (1943)
Таманами — Японский эсминец типа Yugumo. Название в переводе с японского «Жемчужные волны».

## История
Заложен в январе 1942 года на Верфи Fujinagasta, Осака. Спущен 26 декабря 1942 года, вошел в строй 30 апреля 1943 года. Таманами вместе с Судзунами, Фудзинами and Хаянами составили новый, 32-й дивизион эскадренных миноносцев. Участвовал в обороне Марианских островов. 7 июля 1944 года потоплен у Манилы американской подводной лодкой «Mingo» в точке 13°55′ с. ш. 118°30′ в. д.. Погибли все члены экипажа.